# Кјезино (Ђенова)
Кјезино је насеље у Италији у округу Ђенова, региону Лигурија.
Према процени из 2011. у насељу је живело 57 становника. Насеље се налази на надморској висини од 88 м.